# Gué (rivière)
Le Gué ou le Blau est une rivière du Sud de la France, dans le département de l'Aude en région Occitanie, sous-affluent de l'Aude par le Sou de Val de Daigne.

## Géographie
C'est une rivière du Razès qui prend sa source à l'amont de la commune de Villelongue-d'Aude, sur la commune de Pomy, et se jette dans le Sou de Val de Daigne en rive droite à Saint-Martin-de-Villereglan dans le département de l'Aude.
La longueur de son cours d'eau est de 16,2 km.

### Communes et cantons traversés
Dans le seul département de l'Aude, le Blau traverse sept communes suivantes, dans deux cantons, de Pomy, Villelongue-d'Aude, Loupia, Pauligne, Malras, Gaja-et-Villedieu, Saint-Martin-de-Villereglan
Soit en termes de cantons, le Blau prend sa source dans le canton d'Alaigne, traverse et conflue dans le canton de Limoux.

## Principaux affluents
Le Blau a cinq affluents contributeurs référencés dont :
- le Verdeau : 8,4 km
- le Réal : 6,3 km
- le Baillasse : 6,7 km